# Конеліано (футбольний клуб)
«Конеліано» (болг. ФК Конелиано) — болгарський футбольний клуб з Германа, передмістя Софії.

## Історія
У 1998 році футбольний клуб «Верила» (Равно-Поле) об'єднався з «Левскі» (Елин Пелин), при цьому нова команда зберегла ім'я «Верила», але переїхала до міста Елин Пелин. Влітку 2000 року ця команда «Верила» (Елин Пелин) об'єдналась із «Іскаром» (Герман), заснованим 1971 року. В результаті було створено ФК «Авто Біл 2000» (Герман). Незабаром «Левскі» (Елин Пелин) був відновлений.
Через рік «Авто Біл 2000» змінив назву на «Конеліано», оскільки команду спонсорувала італійська будівельна компанія з міста Конельяно. З сезону 2002/03, коли клуб потрапив до професіонального футболу, він став проводити свої домашні матчі в Софії. З 2005 року «Конеліано» фактично став супутником ЦСКА (Софія).
У сезоні 2005/06 «Конеліано» фінішувало другим у Західній групі Б, а в матчі плей-оф обіграло з рахунком 3:2 «Марицю» (Пловдив) та вперше в історії вийшло до вищого дивізіону. Втім зіграти там команді не судилося. 3 серпня 2006 року ліцензію «Конеліано» придбав Івайло Дражев, власник клубу «Чорноморець» (Бургас), що вилетів до третього дивізіону. В результаті була створена об'єднана команда «Чорноморець Бургас» (Софія), яка залишила ім'я більш титулованого «Чорноморця», але зайняла місце «Конельяно» у вищому дивізіоні, взявши і його фактичну «прописку» у Софії.
Однак акціонери «Конеліано» заявили, що рішення про перейменування суд прийняв лише на підставі документів, представлених Дражевим. Це порушення, оскільки для перейменування клубу потрібне рішення керівної ради або загальні збори акціонерів, але вони не скликались. В результаті команда була відновлена як ФК «Конеліано» та почала виступати в аматорській Софійській обласній групі, четвертому за рівнем дивізіоні країни.
У сезоні 2013/14 «Конеліано» вийшло до аматорської Групи В, але почало чемпіонат неякісно, закінчивши першу половину сезону на останній позиції. У січні 2015 року клуб був куплений Руменом Чандоровим, власником софійської компанії ДІТ (болг. Дългосрочни инвестиции в туризма) і переїхав до Драгалевців, одного з районів Софії. Його весь персонал був замінений разом з тренерським штабом. Під новим керівництвом «Конеліано» провело сильний весняний відрізок сезону і змогло врятувати себе від вильоту, посівши 10-е місце в остаточному заліку.
Перед сезоном 2015/16 «Конеліано» було об'єднано з «Септемврі» (Софія), також придбаним у травні 2015 році групою ДІТ. Об'єднана команда взяла історію і досягнення «Септемврі» і під цією назвою було заявлено в Групі В. Незабаром після цього «Конеліано» з нового сезону 2015/16 стало виступати у Південній обласній лізі Софії під ім'ям «Конеліано 2005» як новий клуб. Там він закінчив дебютний сезон на 5-му місці, але наступного року він припинив виступи під час зимової перерви.

## Найкращі результати
- Друге місце в Західній Групі Б: 2005/06
- 1/16 фіналу кубка Болгарії: 1999/00 , 2004/05 і 2005/06